# Neoclytus resplendens
Neoclytus resplendens es una especie de escarabajo longicornio del género Neoclytus, tribu Clytini, subfamilia Cerambycinae. Fue descrita científicamente por Linsley en 1935.

## Descripción
Mide 12-20 milímetros de longitud.

## Distribución
Se distribuye por Estados Unidos.